# Ділянка лісу (заповідне урочище, Тростянецький район, Тростянецьке л-во)
Ділянка лісу — заповідне урочище в Україні, об'єкт природно-заповідного фонду Сумської області.
Розташований на території Тростянецької міської громади між м. Тростянець та с. Кам'янка, на піщаній терасі заплави р. Ворскла, поблизу гирла р. Боромля, в лісовому масиві ДП «Тростянецьке лісове господарство» (Тростянецьке лісництво, кв. 29 (діл. 9).

## Опис
Площа урочища 5,1 га, статус надано 28.07.1970 року.
Статус надано для збереження в природному стані високобонітетного ялино-модрино-ясеново-липового лісового насадження віком понад 130 років.